# Disaulota leptalina
Disaulota leptalina is een beervlinder uit de familie van de spinneruilen (Erebidae) in het monotypische geslacht Disaulota. De wetenschappelijke naam van de soort is voor het eerst geldig gepubliceerd in 1885 door Druce.
De soort komt voor in Costa Rica.